# Tradescantia zanonia
La cañagua, Tradescantia zanonia es una especie herbácea y perenne originaria del este de América Austral.

## Descripción
Planta perenne con tallos robustos, erectos o decumbentes hasta 1 m de alto o más altos, frecuentemente no ramificados. Hojas agrupadas cerca del ápice del tallo, lanceoladas a oblanceoladas, hasta 35 cm de largo y 8 cm de ancho, acuminadas en el ápice, cuneadas y subpecioladas en la base, membranosas, haz verde obscura, envés verde pálido o plateado, generalmente casi glabras, márgenes a veces densamente ciliados y el envés escasa a densamente piloso. Inflorescencias axilares, hasta 20 cm de largo, frecuentemente perforando la vaina de las hojas subyacentes, simple o ramificada, bractéolas 1–3 mm de largo, pedicelos más de 6 mm de largo; sépalos 3–5 mm de largo, desiguales, cuculados (especialmente el superior), acrescentes con el pedicelo, envolviendo a la cápsula al fructificar, negro-purpúreos; pétalos ampliamente obovado-oblongos, 6–10 mm de largo y 5–8 mm de ancho, libres, generalmente blancos; estambres libres, filamentos 4–8 mm de largo, barbados o glabros, conectivos sagitados. Fruto 3–5 mm de diámetro; semillas con embriotegio sublateral.

## Distribución y hábitat
Es una especie común que se encuentra  en los bosques húmedos, a una altitud de 10–1650 metros desde México a Brasil y Bolivia, también en las Antillas.

## Propiedades
Esta planta se emplea en el Estado de Hidalgo, principalmente para curar afecciones de la piel. Se aplica su savia como cicatrizante. Se lavan las heridas con la cocción de las hojas para obtener un efecto antiséptico. Esta misma cocción tomada se usa como analgésico, y en el estado de Veracruz se ocupa contra la mordedura de víbora.

## Taxonomía
Tradescantia zanonia fue descrito por (L.) Sw.  y publicado en Flora Indiae Occidentalis 1: 604. 1797.
Etimología
Tradescantia: nombre genérico que Carlos Linneo dedicó en honor de John Tradescant Jr. (1608-1662), naturalista y viajero, quien introdujo en el Reino Unido numerosas especies de plantas americanas recolectadas en las tres expediciones que realizó a Virginia (Estados Unidos).
zanonia: epíteto que significa "como el género Zanonia".
Sinónimos
| - Campelia bibracteata (J.Cramer) Wied-Neuw. - Campelia boucheana Schult. & Schult.f. - Campelia fastigiata Schltdl. - Campelia fendleri Hassk. - Campelia glabrata Kunth - Campelia hoffmannii Hassk. - Campelia mexicana Mart. ex Kunth - Campelia pseudozanonia Kunth - Campelia scandens Hassk. - Campelia zanonia (L.) Kunth - Commelina bibracteata Wied-Neuw. - Commelina boucheana Roem. & Schult. - Commelina fastigiata Schlecht. - Commelina glabrata Kunth - Commelina hoffmanni Hassk. | - Commelina mexicana Mart. ex Kunth - Commelina pseudo-zanonia Kunth - Commelina zanonia L. - Dichorisandra albomarginata Linden - Dichorisandra albomarginata var. marginata (Schltdl.) C.B.Clarke - Dichorisandra marginata Schltdl. - Gonatandra tradescantioides Schltdl.' - Sarcoperis bibracteata (J.Cramer) Raf. - Stickmannia albomarginata (Linden) Kuntze - Tradescantia capitata Vell. - Tradescantia capitata Sessé & Moc. - Tradescantia gentianifolia Salisb. - Tradescantia gonatandra Schltdl. - Zanonia bibracteata J.Cramer |